# Ben Crenshaw
Ben Daniel Crenshaw (né le 11 janvier 1952 à Austin, dans l'État du Texas) est un golfeur professionnel américain.
Passé professionnel en 1973, il remporte son premier titre sur le PGA Tour dès sa saison de rookie. Puis en 1984, il remporte son premier titre du Grand Chelem avec la victoire lors du Masters de golf. Durant les années 1980, et malgré une grave maladie de la thyroïde, il continue de remporter des victoires sur le circuit PGA, portant ainsi son total de victoire à 19, avec en point d'orgue un deuxième titre majeur avec une nouvelle victoires dans le Masters en 1995.
Il était plus particulièrement connu pour son jeu court, étant même considéré comme l'un des plus grands « putters » de l'histoire.

## Palmarès

### Ryder Cup
- Capitaine de l'équipe des États-Unis de l'édition en 1999 (victoire)
- Participation en 1987 et 1995

### Majeurs
- Masters de golf 1984 et 1995

### PGA Tour
- 1973 San Antonio Texas Open
- 1976 AT&T Pro-Am, Hawaiian Open, Ohio Kings Island Open
- 1977 Colonial National Invitation
- 1979 Phoenix Open, Walt Disney World National Team Championship
- 1980  Anheuser-Busch Golf Classic
- 1983 Byron Nelson Golf Classic
- 1986 Buick Open, Vantage Championship
- 1987 USF&G Classic
- 1988 Doral-Ryder Open
- 1990 Southwestern Bell Colonial
- 1992 Western Open
- 1993 Bay Hill Invitational
- 1994  Freeport-McMoRan Classic

### Autres victoires
- 1972 NCAA Championship (Amateur (titre partagé))
- 1976 Irish Open (Circuit Européen)
- 1981 Mexican Open
- 1985 Shootout at Jeremy Ranch (avec Miller Barber)
- 1988 Coupe du monde (titre individuel et par équipe avec Mark McCumber)
- 1995 PGA Grand Slam of Golf